# Cäsar von Dachröden

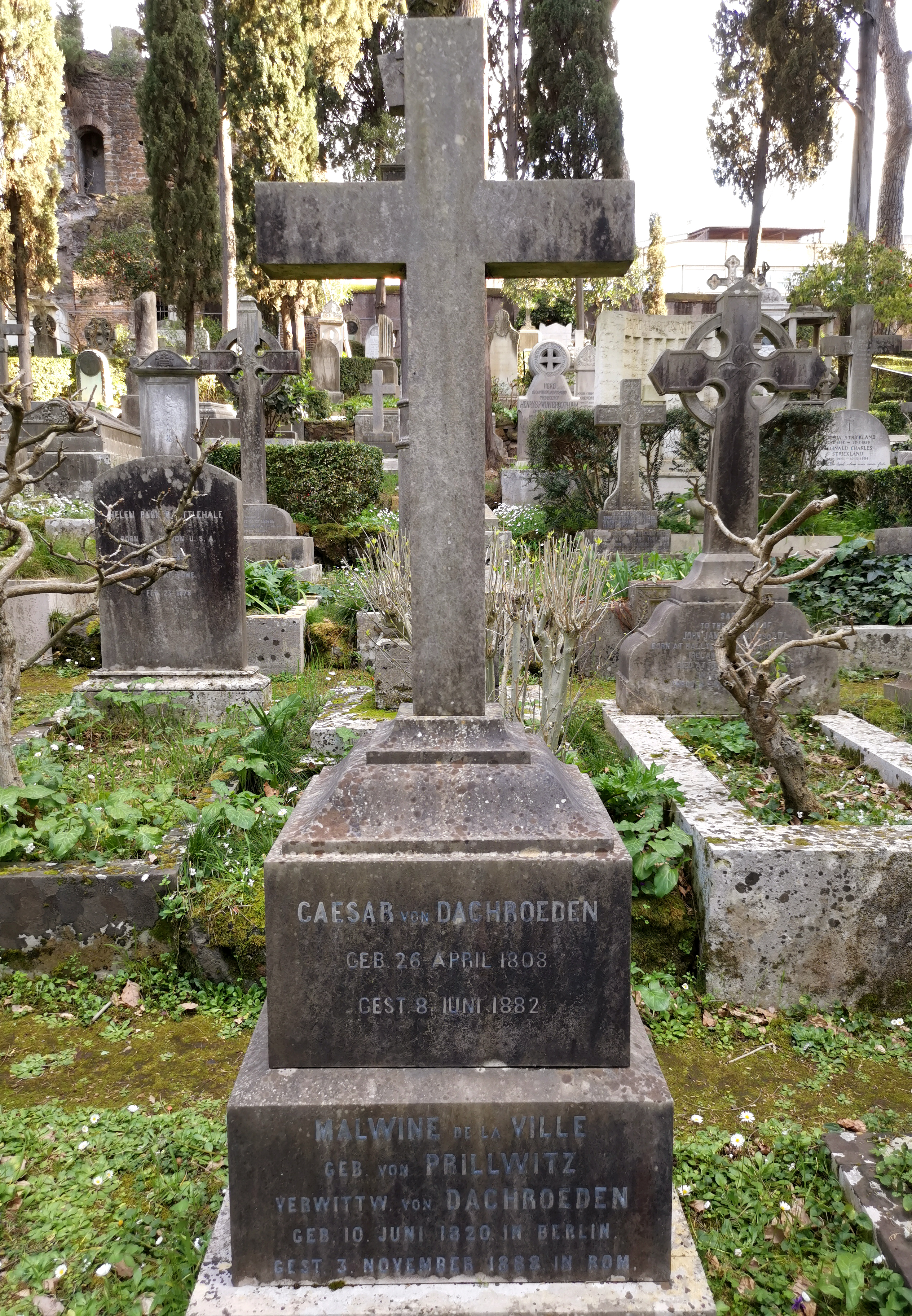
Grab auf dem Nichtkatholischen (Protestantischen) Friedhof Rom

Cäsar Carl Ludwig von Dachröden, auch Caesar von Dachröden und Cäsar von Dachroeden (* 26. April 1808 in Westgreußen; † 8. Juni 1882 in Rom) war ein deutscher, mecklenburg-strelitzischer Hofmarschall und führender Freimaurer in Deutschland.

## Leben
Cäsar von Dachröden entstammte dem thüringischen Adelsgeschlecht von Dachröden. Sein Vater war bis 1806 Offizier im Infanterieregiment No. 36 (von Puttkamer) in Brandenburg an der Havel gewesen. Er schlug zunächst ebenfalls die Militärlaufbahn ein und wurde Leutnant bei der preußischen Garde-Artillerie-Brigade. Am 21. November 1838 berief ihn Großherzog Georg von Mecklenburg-Strelitz zum Kammerherrn und zum Intendanten der Hofkapelle und des Hoftheaters. Zu den Stars des Hoftheaters zählten zu seiner Zeit Karl August Görner und seine Frau, die Sopranistin Friederike Tomasini.
1840 gründete er in Neustrelitz die Singakademie und baute für ihre Proben und Konzerte einen Saal in den Anbau des 1945 zerstörten Alten Palais ein.
Nach der Schließung des Hoftheaters im Revolutionsjahr 1848 wurde Dachröden Hofmarschall, dann Hausmarschall bei Großherzog Georg. Nach dessen Tod 1860 schied er aus dem mecklenburg-strelitzischen Dienst aus, zog nach Berlin und wurde zum Schlosshauptmann von Schloss Quedlinburg ernannt. 1865 wurde er Mitglied im Berliner Montagsklub.
Cäsar von Dachröden war über Jahrzehnte als Freimaurer aktiv. Er wurde am 18. April 1834 in die Berliner Loge Friedrich zu den drei Seraphim  aufgenommen und war von 1849 bis 1862 Meister vom Stuhl der Neustrelitzer Loge Georg zur wahren Treue. 1862 schloss er sich der Loge Friedrich Wilhelm zur Morgenröte in Berlin an. Von 1864 bis 1872 war er Landesgroßmeister und von 1874 bis zum 29. März 1877 als Nachfolger des späteren Kaisers Friedrich Ordensmeister der Großen Landesloge der Freimaurer von Deutschland.
1875 zog er zur Wiederherstellung seiner Gesundheit nach Rom. Er lebte an der Piazza dell' Esquilino 29, wo er einen Salon unterhielt, viel deutsche und italienische Gesellschaft empfing und das Musikleben pflegte. Er war Mitglied im Deutschen Künstler-Verein Rom und wurde auf dem Protestantischen Friedhof beigesetzt.

## Familie
Am 28. Juni 1838 heiratet er auf Schloss Rheinsberg Malwine, geb. Arend, seit 1825 durch Erhebung ihrer Mutter in den preußischen Adelsstand, von Prillwitz (* 10. Juni 1819 in Berlin; † 3. November 1888 in Rom), die älteste Tochter von Prinz August von Preußen (1779–1843) aus dessen Verbindung mit Auguste von Prillwitz. 1844 erbte sie das Rittergut Rödgen bei Mansfeld. Das Paar hatte vier Kinder:
- Karoline (* 1. Juni 1839; † 15. Juli 1879) ⚭ Graf Friedrich (Fritz) von Bredow-Kleßen (* 1. Oktober 1834; † 23. Dezember 1899), Mitinhaber von Gut Zootzen,[10] kgl. preuß. Oberst
- Georg Carl Friedrich August Caesar (* 2. Juni 1844; † 30. Juni 1875), Zögling Ritterakademie Brandenburg, zul. Premierleutnant u. Adjutant[11]
- Elisabeth (* März 1848; † 21. August 1852)
- Severa (* 23. Oktober 1861; † 30. Dezember 1918), Erbin von Rödgen,[12][13] 1893 im Almanach der Guten Gesellschaft von Berlin[14]

## Ehrungen
- Roter Adlerorden 2. Klasse[15]
- Königlicher Kronen-Orden (Preußen), 2. Klasse
- Königlich Preußischer St. Johanniter-Orden (1840) und damit ab 1852 Ehrenritter des Johanniterordens[16]
- Guelphen-Orden Commandeur 1. Klasse
- Dannebrogorden, Ritter
- Sankt-Olav-Orden, Ritter
- Orden Karls XIII. (12. Februar 1870)[17]
- Ehrenzeichen für verdiente Logen-Meister am Großen Beamtenbande (1877)[18]

## Schriften
- Erinnerungen an die letzten Lebenstage S. Kgl. Hoheit, des höchstsel. Großherzogs Georg von Mecklenburg-Strelitz: Von Caesar von Dachröden, Haus-Marschall. 1860. Aus meinem Tagebuche, als Familien-Document, daher nicht für die Öffentlichkeit gedruckt. Als Manuscript gedruckt in der Hofbuchdruckerei v. H. Hellwig Neubrandburg 1860. (Digitalisat)